# Steenslankmier
De steenslankmier of stengelmier (Temnothorax tuberum) is een mierensoort uit de onderfamilie van de Myrmicinae. De wetenschappelijke naam van de soort is voor het eerst geldig gepubliceerd in 1775 door Fabricius.